# Sida ternata
Sida ternata là một loài thực vật có hoa trong họ Cẩm quỳ. Loài này được L. f. miêu tả khoa học đầu tiên.